# 中央イタリア

赤く表示されている地域が中央イタリア

中央イタリア（ちゅうおうイタリア、イタリア語：Italia centrale、短縮：Centro）は、欧州議会選挙区、第一種地域統計分類単位、イタリア国立統計研究所(ISTAT)で使われるイタリアの公式統計地域の1つである。

## 地域
中央イタリアは、イタリアの地方行政区画の20ある州のうち4つの州からなる。
- トスカーナ州 （州都フィレンツェ）
- ウンブリア州（州都ペルージャ）
- マルケ州（州都アンコーナ）
- ラツィオ州（州都ローマ）

しかし、地理的地域として、中央イタリアにはアブルッツォ州とモリーゼ州も含まれる事がある。これらの地域は文化的、歴史的理由から、通常は南イタリアの一部とされている。